# Monteruga
Monteruga è una frazione abbandonata situata a Veglie in provincia di Lecce. Questo villaggio deriva dall'espansione dell'omonima masseria. Il nome allude ad un colle solcato da un fosso.

## Storia

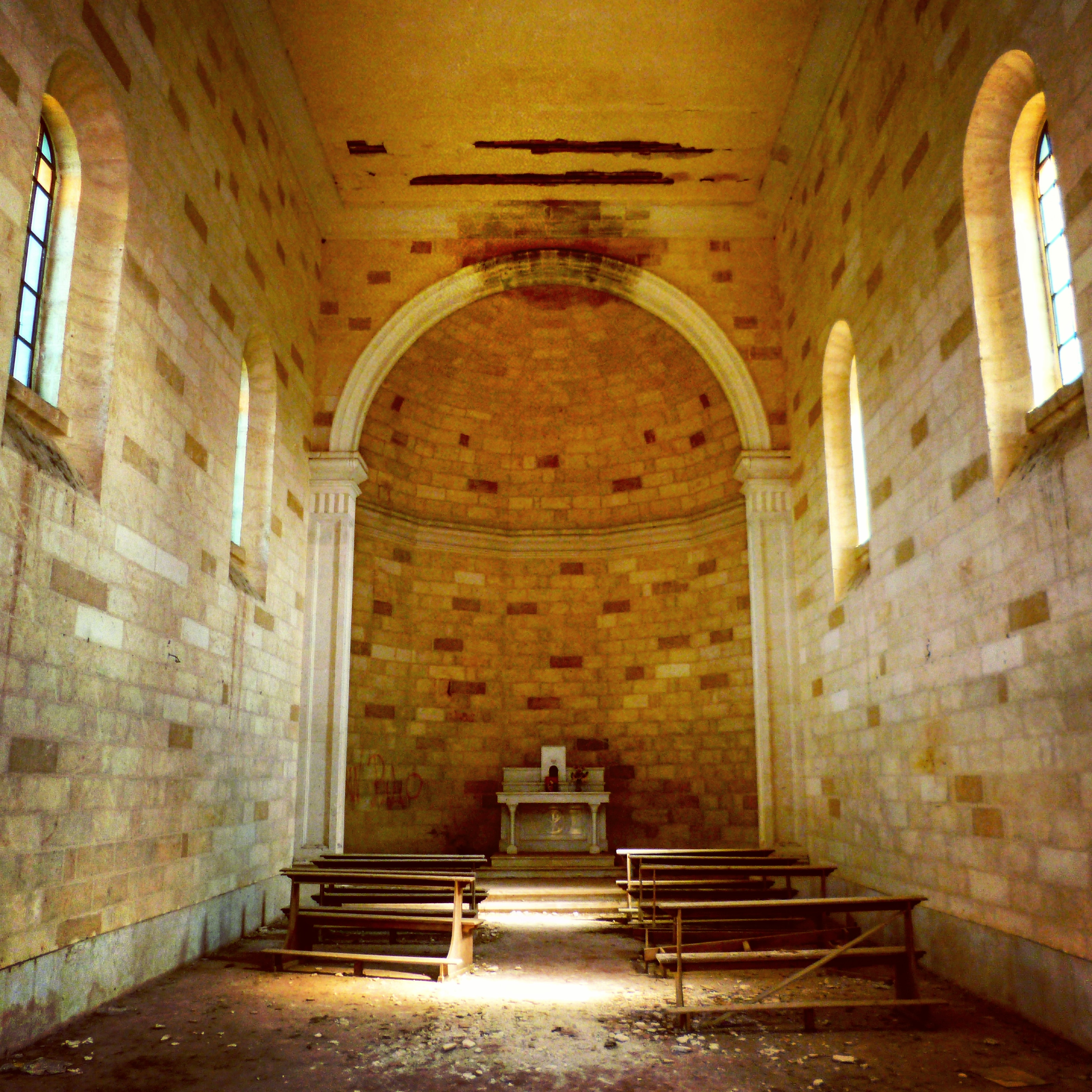
Monteruga, chiesa di S. Antonio Abate

Sorta nel ventennio fascista (1928) è un tipico esempio di villaggio rurale di quel periodo. Il Borgo è impostato attorno ad una piazza con uno dei lati corti dove si affaccia la chiesa rurale al centro di due ali di portici.
Negli anni '50 Monteruga fu assegnata alla SEBI (Società Elettrica per Bonifiche e Irrigazioni) che rilevò oltre mille ettari di terreno e così impiegò molti lavoratori provenienti soprattutto dal basso Salento.
Tra gli anni '70 e '80 arrivò a contare 800 abitanti, la maggior parte dei quali occupati nel lavoro agricolo e nella produzione di tabacco, olio e vino.
La storia di Monteruga come centro abitato termina con la privatizzazione dell'azienda agricola negli anni ottanta e con la spartizione dei terreni. Negli anni 2000 l'imprenditore Maurizio Zamparini voleva farne un insediamento turistico, ma l'operazione non fu mai avviata.
Restano, a testimonianza di un recente passato, gli alloggi, la scuola rurale, la piazza centrale, la chiesa intitolata a sant'Antonio Abate (che veniva festeggiato ogni anno, il 17 gennaio, con una grande processione che attraversava il villaggio), il deposito tabacchi, la caserma, il campo di bocce, il dopolavoro ("lu Ralla", edificio ancora riconoscibile per via di una lunetta disegnata sulla facciata) e lo stabilimento vinicolo, sulle cui pareti è riportata la scritta che aveva lo scopo di invogliare gli operai a lavorare: "Chi beve vino campa più a lungo del medico che glielo proibisce".